# Cowlesstiftelsen
Cowlesstiftelsen (Cowles Foundation for Research in Economics), grundad 1932 som Cowleskommissionen (Cowles Commission for Research in Economics), är en stiftelse för forskning inom nationalekonomi vid Yale University.
Cowlesstiftelsens forskningsinriktning är att utveckla och tillämpa rigorösa logiska, matematiska och statistiska analysmetoder för användning inom nationalekonomi och närliggande områden.

## Historik
Cowleskommissionen grundades 1932 i Colorado Springs av Alfred Cowles. Cowleskommissionen flyttade till Chicago 1939 och var kopplad till University of Chicago till 1955. Därefter flyttades verksamheten till New Haven där kommissionens professionella forskare fick tjänster vid Yale University. Tillsammans med andra ekonomer från Yale ombildades kommissionen till Cowlesstiftelsen.
Många mottagare av Sveriges Riksbanks pris i ekonomisk vetenskap till Alfred Nobels minne har varit verksamma vid Cowlesstiftelsen.